# Léonie Périault
Léonie Périault (Clamart, 31 de julio de 1994) es una deportista francesa que compite en triatlón y atletismo.
Participó en dos Juegos Olímpicos de Verano, en los años 2020 y 2024, obteniendo una medalla de bronce en Tokio 2020, en la prueba de relevo mixto.
Ganó tres medallas en el Campeonato Mundial de Triatlón por Relevos Mixtos entre los años 2018 y 2025, dos medallas en el Campeonato Europeo de Triatlón, en los años 2018 y 2024, y una medalla de bronce en el Campeonato Europeo de Triatlón de Velocidad de 2021.
En atletismo obtuvo una medalla de bronce en el Campeonato Europeo de Atletismo en Ruta de 2025, en la prueba de 10 km por equipo.

## Palmarés internacional
| Juegos Olímpicos                      | Juegos Olímpicos      | Juegos Olímpicos  | Juegos Olímpicos |
| Año                                   | Lugar                 | Medalla           | Prueba           |
| ------------------------------------- | --------------------- | ----------------- | ---------------- |
| 2020                                  | Tokio (Japón)         | Medalla de bronce | Relevo mixto     |
| Campeonato Mundial por Relevos Mixtos |                       |                   |                  |
| Año                                   | Lugar                 | Medalla           | Prueba           |
| 2018                                  | Hamburgo (Alemania)   | Medalla de oro    | Relevo mixto     |
| 2020                                  | Hamburgo (Alemania)   | Medalla de oro    | Relevo mixto     |
| 2025                                  | Hamburgo (Alemania)   | Medalla de plata  | Relevo mixto     |
| Campeonato Europeo                    |                       |                   |                  |
| Año                                   | Lugar                 | Medalla           | Prueba           |
| 2018                                  | Glasgow (Reino Unido) | Medalla de oro    | Relevo mixto     |
| 2024                                  | Vichy (Francia)       | Medalla de plata  | Individual       |

| Campeonato Europeo | Campeonato Europeo  | Campeonato Europeo | Campeonato Europeo |
| Año                | Lugar               | Medalla            | Prueba             |
| ------------------ | ------------------- | ------------------ | ------------------ |
| 2021               | Kitzbühel (Austria) | Medalla de bronce  | Individual         |

| Campeonato Europeo en Ruta | Campeonato Europeo en Ruta | Campeonato Europeo en Ruta | Campeonato Europeo en Ruta |
| Año                        | Lugar                      | Medalla                    | Prueba                     |
| -------------------------- | -------------------------- | -------------------------- | -------------------------- |
| 2025                       | Bruselas/Lovaina (Bélgica) | Medalla de bronce          | 10 km por equipo           |